# 大桥镇 (合江县)
大桥镇，是中华人民共和国四川省泸州市合江县下辖的一个乡镇级行政单位。2019年12月，撤销佛荫镇，将其所属行政区域划归大桥镇管辖。

## 行政区划
大桥镇下辖以下地区：
大桥社区、大桥村、黄包山村、长江村、旭照村、土地坝村、长安村、双桥村、堰坎村、飞龙村、龙泉坝村、望名山村、水井湾村、望龙山村、双漩子村和高鼓山村。